# Kuźma Pocztienny
Kuźma Grigorjewicz Pocztienny (ros. Кузьма Григорьевич Почтенный, ur. 1903 we wsi Poczinok w guberni smoleńskiej, zm. 12 kwietnia 1955 w Mohylewie) – funkcjonariusz radzieckich organów bezpieczeństwa, pułkownik, szef Zarządu NKGB obwodu wilejskiego (1944).

## Życiorys
Od maja 1920 do czerwca 1921 instruktor i członek biura powiatowego komitetu Komsomołu w guberni smoleńskiej, od października 1921 do maja 1922 bibliotekarz wydziału komendy wojskowej w Piotrogrodzie, od 1924 w RKP(b), 1923-1925 sekretarz techniczny gminnego komitetu RKP(b) w guberni smoleńskiej. Od października 1925 do lipca 1926 w Armii Czerwonej, od stycznia do września 1927 agent liniowy smoleńskiego oddziału Wydziału Transportu Drogowego GPU, od września 1927 do września 1929 pomocnik pełnomocnika tajnego wydziału smoleńskiego gubernialnego oddziału GPU, od września 1929 do października 1930 pełnomocnik okręgowego oddziału GPU w Suchiniczi, od października 1930 do czerwca 1931 pełnomocnik miejskiego oddziału GPU w Bieżicy w obwodzie briańskim, od lipca 1931 do lutego 1932 rejonowy pełnomocnik GPU w obwodzie zachodnim (obecnie obwód smoleński), od lutego 1932 do stycznia 1933 pełnomocnik wydziału tajno-politycznego Pełnomocnego Przedstawicielstwa OGPU przy Radzie Komisarzy Ludowych ZSRR w obwodzie zachodnim, od stycznia 1933 do listopada 1939 pełnomocnik i pomocnik szefa Wydziału I Sztabu, sekretarz Biura WKP(b) 11 Oddziału Pogranicznego w stopniu kapitana. Od listopada 1939 do grudnia 1940 szef Wydziału II Zarządu Bezpieczeństwa Państwowego (UGB) Zarządu NKWD w obwodzie wilejskim, od 5 listopada 1940 starszy lejtnant bezpieczeństwa państwowego, od grudnia 1940 do marca 1941 zastępca szefa Zarządu NKWD w obwodzie wilejskim, od kwietnia do sierpnia 1941 zastępca szefa Zarządu NKGB w obwodzie wilejskim, od czerwca do września 1941 szef Wydziału Specjalnego NKWD 44 Dywizji Piechoty Frontu Zachodniego, od września do grudnia 1941 zastępca szefa Wydziału Specjalnego NKWD 54 Armii Frontu Leningradzkiego, od 29 grudnia 1941 szef Wydziału Specjalnego NKWD Wołchowskiej Grupy Operacyjnej Wojsk Frontu Leningradzkiego, od stycznia 1942 do listopada 1943 szef Wydziału Specjalnego NKWD/Wydziału Kontrwywiadu Ludowego Komisariatu Obrony 4 Korpusu Piechoty Gwardii (Front Południowo-Zachodni i 3 Front Ukraiński), od 12  marca 1942 kapitan bezpieczeństwa państwowego, od 11 lutego 1943 podpułkownik. Od listopada 1943 do kwietnia 1944 zastępca szefa Zarządu NKGB obwodu mohylewskiego, od kwietnia do 5 października 1944 szef Zarządu NKGB obwodu wilejskiego, 4 października 1944 mianowany pułkownikiem. Od listopada 1944 do stycznia 1947 zastępca szefa Zarządu I NKGB/MGB Białoruskiej SRR, 1947-1948 szef Zarządu V MGB Białoruskiej SRR, od stycznia 1948 do 13 września 1953 szef Zarządu MGB obwodu połockiego, od 13 września 1952 szef Zarządu MGB, a od 31 marca do 9 czerwca 1953 Zarządu MWD w obwodzie mohylewskim.

## Odznaczenia
- Order Lenina (dwukrotnie - 30 grudnia 1948 i 1 czerwca 1951)
- Order Czerwonego Sztandaru (30 kwietnia 1946)
- Order Wojny Ojczyźnianej I klasy (21 kwietnia 1945)
- Order Czerwonej Gwiazdy (dwukrotnie - pierwszy raz 3 listopada 1944)